# Ovingdean Rectory
La Ovingdean Rectory («Rectoría Ovingdean») es una casa parroquial situada en Ovingdean, Sussex Oriental, Inglaterra, Reino Unido. El edificio fue construido entre 1804 y 1807, reemplazando una antigua rectoría descrita como «una modesta casa parroquial con techo de paja» en una carta dirigida a Sir William Burrell. En el exterior sur y oeste del edificio hay baldosas matemáticas.
Se encuentra junto a la Iglesia de St Wulfran.
El edificio está catalogado como Grado II* en la Lista del Patrimonio Nacional de Inglaterra. La cochera de la rectoría está catalogada como Grado II.